# 沃拉 (那不勒斯广域市)

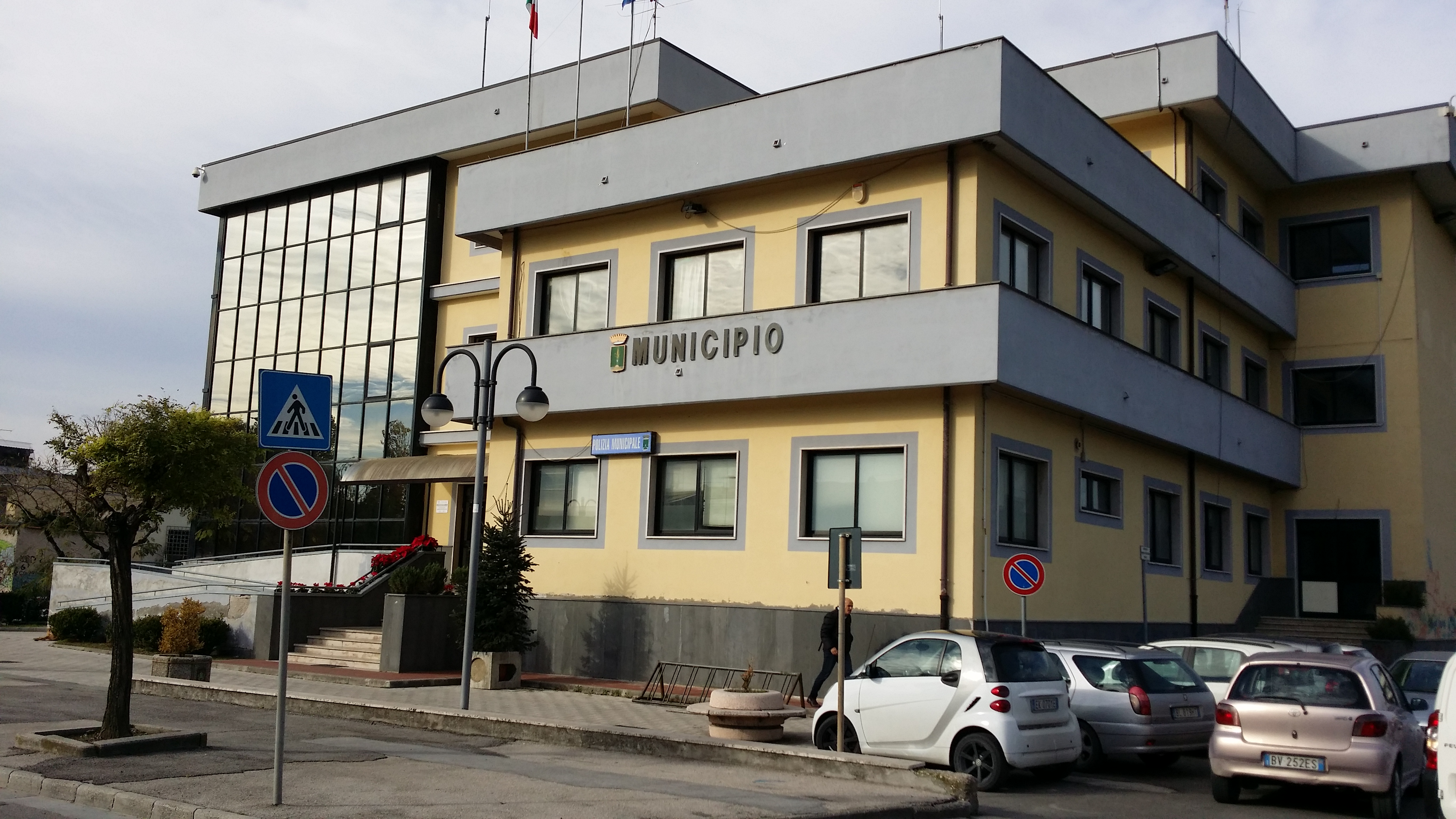
市政厅

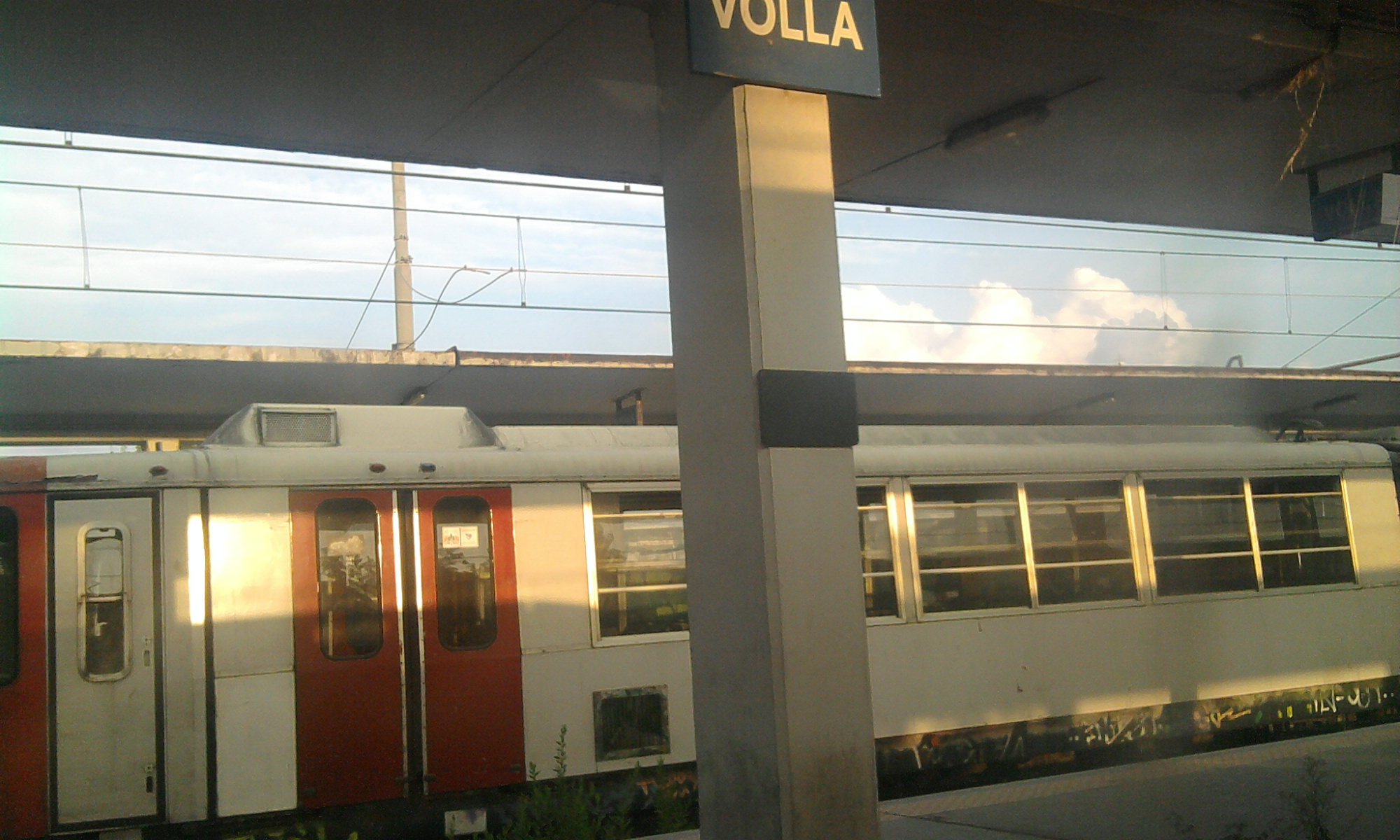
沃拉火车站

沃拉（義大利語：Volla）是意大利坎帕尼亞大區那不勒斯廣域市的市镇。位于那不勒斯东北9公里处。面积为6.2平方公里，人口数量为24,248人（2017年）。市镇内的经济活动主要为农业。